# Liste von Salsa-Interpreten
Dies ist eine Liste namhafter Interpreten von Salsamusik.

## #
- 3 De La Habana

## A
- Ache Cubano
- Ache Son
- Adalberto Álvarez y su Son
- Adalberto Santiago
- Addys Mercedes
- Adolescent’s Orquesta
- Adriana Chamorro
- Africando
- Alaín Almeida y La Constelación De Cuba
- Alegre All Stars
- Alex d’Castro
- Alexander Abreu y Havana D’Primera
- Alfredito Linares
- Andy Montáñez
- Angel Yos
- Angeles
- Angelito Ramírez y El Tren Bala
- Angelo Torres y Julio Voltio
- Angelucho Copacabana
- Antonio Cartagena
- Aris Martinez
- Armando Davalillo
- Arnaldo Jimenez
- Artistas Unidos de la Salsa
- Arturo Rey y su Sexteto del Barrio
- Avenida B
- Ayala y su Orquesta Abicu
- Azucar Negra Tonada Pal, Bailador
- Azúcar Negra

## B
- Bamboleo
- Barbaro Fines Y Su Mayimbe
- Barry Rogers
- Bebo & Cigala
- Benny Moré
- Bloque 53
- Bobby Cruz
- Bobby Valentín
- Boricubason
- Brenda K. Starr

## C
- Calle Real
- Camila
- Carlo Supo
- Carlos D'Castro
- Carlos Vives
- Celia Cruz
- Cesar ''Pupy'' Pedroso Y Los Que Son Son
- Charanga Habanera
- Charlie Aponte
- Charlie Cruz
- Charlie Palmieri
- Charlie Santiago Y Salsabor
- Charlie Zaa
- José „Cheo“ Feliciano
- Chichi Peralta
- Chino Espinoza
- Chiquito Team Band
- Chispa Y Los Complices
- Chucho Valdés
- Combinacion De La Habana
- Combo Latino
- Conexión Latina
- Conjunto Arsenio Rodriguez
- Conjunto Impacto
- Conjunto La Perla
- Conjunto Puerto Rico
- Conjunto Son 14
- Conjunto Son Knela
- Croma Latina
- Cuco Valoy

## D
- Danny Daniel
- Danny Presz
- Dark Latin Groove
- David Cadeno
- David Calzado Y Su Charanga Habanera
- David Jr. Gonzalez
- David Álvarez Y Juego De Manos
- Diabloson
- Diana Vargas
- Dimensión Latina
- Dominic
- Don Perignon Y La Puertorriqueña

## E
- Eddie Montalvo
- Eddie Palmieri
- Eddie Santiago
- Edwin Bonilla
- Edwin Clemente
- Edwin Pérez
- El Gran Combo de Puerto Rico
- El Médico de la Salsa
- El Niño Y La Verdad
- El Noro Y 1a Clase
- El Timba
- Elio Revé Y Su Charangón
- Elito Reve Y Su Charangon
- Elito Revé Y Su Charangón
- Elvis Crespo
- En Clave 80
- Enrique Álvarez Y Su Charanga Latina

## F
- Fania All-Stars
- Fonseca
- Frankie Negrón
- Frankie Ruiz
- Frankie Vasquez
- Fruko y sus Tesos

## G
- Gaitanes
- Galy Galiano
- Gente de Zona
- George Delgado
- Gilberto Santa Rosa
- Gloria Estefan
- Grupo Caneo
- Grupo Galé
- Grupo Mayimbe
- Grupo Niche
- Grupo Raices
- Guido G
- Gustavo Rodríguez

## H
- Hector Aponte
- Hector Rey
- Hector Pichie Perez
- Hector Tricoche
- Henry Fiol
- Herman Olivera
- Hildemaro Jr
- Homenaje A Faustino Oramas
- Héctor Daniel Y La Constelación
- Héctor Lavoe

## I
- Iroko La Banda & Luis Blasini
- Irving Manuel
- Isidro Infante
- Ismael Miranda
- Ismael Rivera
- Israel „Cachao“ López
- Issac Delgado
- Ivan Antonio El Sonero De Cuba
- Ivy Queen

## J
- Javier Fernández
- Jerry Galante
- Jerry Hernandez Y La Orquesta Dee Jay
- Jerry Rivera
- Jesus Manuel Y Los Diablitos
- Jimmy Bosch
- Jimmy Saa
- Joe Arroyo
- Joe Cuba
- John Lonzano
- Johnny Pacheco
- Johnny Ray
- Johnny Rivera
- Jorge Alberto El Gallito Del Son
- Josbel Figurita
- Jose Rizo's Mongorama
- Jose Alberto 'El Canario'
- José Luis Cortés Y Ng La Banda
- Josimar y su Yambú
- Jovenes Clasicos Del Son
- Juan Arvelo & Símbolo Latino
- Juan Carlos Alfonso y su Dan Den
- Juan De Marcos And The Afro Cuban All Stars
- Juan Esteban
- Juan Formell Y Los Van Van
- Juan Guillermo
- Juan Luis Guerra
- Julito Alvarado Y Del Sur Al Norte
- Junior Romero

## K
- Kara'Bana
- Kenny Quintero

## L
- La 33
- La Candela
- La Charanga Moderna
- La Constelación
- La Fama Crece
- La India
- La Lupe
- La Maxima 79
- La Misma Gente
- La Orquesta Del Solar
- La Septima Bohemia
- La Sonora Carruseles
- La Sonora Libre
- La Sonora Matancera
- Larry Harlow Orchestra
- Las Chicas Del Sol
- Latin Brothers
- Lazarito Valdes Y Bamboleo
- Leo Garcia & Timbalive
- Leoni Torres
- Los 50 De Joselito
- Los Conquistadores De La Salsa
- Los Cuban Boys
- Los Cubaneros
- Los Hermanos Colon
- Los Niches
- Los Van Van
- Lucky 7 Mambo
- Luigi Rodriguez
- Luis Enrique
- Luis Enrique
- Luisito Carrión
- Luisito Rosario
- Lula All Stars

## M
- Machito (Francisco Raúl Gutiérrez Grillo)
- Maelo Ruiz
- Maikel Blanco
- Maite Hontelé
- Mambo Loco
- Mamborama
- Manana Club Y Papucho
- Manole
- Manolin 'El Medico De La Salsa'
- Manolito Simonet Y Su Trabuco
- Maraca
- Marc Anthony
- Mariana Y La Makynaria
- Marino Castellano
- Mario Bauzá
- Mario Ortiz All Star Band
- Mas Bajo
- Maykel Blanco Y Su Salsa Mayor
- Maykel Flores
- Menudo Y Su Orquesta Jm Salsa
- Mezclarte Son De Cuba
- Michel Robles & El Sello
- Mickey Cora Y Su Orquesta Cabala
- Milton
- Mimi Ibarra
- Mi Solar
- Miguel Enriquez
- Mil Santos
- Mon Rivera
- Moncho Santana

## N
- Nabori
- Nelson Cruz
- New Swing Sextet
- New York City Salsa
- New York Sextet
- Ng La Banda
- Noro Morales
- N'Klabe
- N'Samble

## O
- Oderquis Reve Y Su Changui
- Olga Tañon
- Omar Alfanno
- Omar El Místico
- Omara Portuondo
- Orlando Poleo
- Orlando „Maraca“ Valle
- Orquesta Agua Cero
- Orquesta Aguanile
- Orquesta Aragon
- Orquesta Brava
- Orquesta Canela
- Orquesta Cartel Latino
- Orquesta Dan Den
- Orquesta de la Luz
- Orquesta Dee Jay
- Orquesta El Cimarron
- Orquesta Flamboyan
- Orquesta Guayacan
- Orquesta Inmensidad
- Orquesta La Conspiracion
- Orquesta La Fuga
- Orquesta La Solución
- Orquesta Leyendas de la Salsa
- Orquesta Los Tupamaros
- Orquesta Mayimbe
- Orquesta Mercadonegro
- Orquesta Narvaez
- Orquesta Noche Caliente & Peter Viloria Desde Nueva York
- Orquesta Pasión Juvenil
- Orquesta Revolución 70
- Orquesta Salsa, Timba Y Son
- Orquesta Son Guarare
- Orquesta Sonido 70
- Orquesta Tropical
- Oscar D’León
- Osvaldo Montes, Reynel Valencia & Vania Borges Hernandez

## P
- Pachito Alonso y sus Kini Kini
- Papo Vázquez
- Paquito Guzmán
- Paulo Fg Y Su Élite
- Pavel Molina
- Pedrito Calvo Jr
- Pedro Conga
- Pete „El Conde“ Rodríguez
- Pete Perignon
- Plena Libre
- Polo Montáñez
- Porfi Baloa Y Sus Adolescentes
- Promo Salsa Mundial
- Proyecto A
- Puerto Rican Power
- Puerto Rico All Stars
- Pupy y Los que Son, Son

## R
- Rafael Orozco Binomio De Oro
- Rafaelito Y Su Tumbao
- Rafi Marrero
- Raphy Leavitt
- Raulin Rodriguez
- Raulin Rosendo
- Ray Barretto
- Ray Sepulveda
- Rey Ruiz
- Reynaldo Jorge
- Reynier Perez
- Ricardo Lemvo
- Ricardo Ray
- Richie Ray
- Rick Davies And Jazzismo
- Ricky Campanelli
- Roberto Roena
- Roberto Torres
- Rosalia De Souza
- Rubén Blades

## S
- Salsa Loca
- Salsa Picante
- Salsa Shoke & Champeta Urbana
- Santiago All Stars
- Santos Colon
- Septeto Acarey
- Septeto Contemporaneo
- Septeto Nabori
- Septeto Santiaguero
- Si, Si, Pachanga
- Siguarajazz
- Simplemente Exitos Pa' El Bailador
- Son Boricua
- Son By Four
- Son Cafe
- Son Callejero
- Son Mayor
- Soneros All Stars
- Soneros De Verdad
- Sonora Carruseles
- Sonora Poncena
- Spanish Harlem Orchestra
- Suave Tumbao
- Suena A Cubano
- Sur Caribe
- Susie Hansen

## T
- Tempo Forte
- The Alegre All-Stars
- The New Swing Sextet
- The New Timberos All Stars
- The Pedrito Martinez Group
- The Spanish Harlem Orchestra
- Three Son Salsa
- Tico-Alegre All Stars
- Tiempo Libre
- Tierra Seca
- Timbalive
- Tipica '73
- Tipica Novel
- Tito Gomez
- Tito Nieves
- Tito Puente
- Tito Rodríguez
- Tito Rojas
- Tokame
- Tommy Olivencia
- Tromboranga
- Truco y Zaperoko

## V
- Vannia Borges
- Víctor Manuelle
- Villariny Salsa Project
- Viti Ruiz

## W
- Williamsburg Salsa Orchestra
- Wilmer Cartagena
- Willie Colón
- Willie Gonzales
- Willie Morales
- Willie Rosario
- Willie Sotelo
- Willy Chirino
- Willy Garcia
- Wito Colon

## Y
- Yambeeke
- Yeny Valdès
- Yolanda Rayo
- Yolanda Rivera
- Yomo Toro
- Yoruba Son
- Yuri Buenaventura